# 汪叔夜
汪叔夜（Steven Wang），經濟學研究者，博士，在香港理工大學會計及金融學院教書，與人合著有《應用數理統計參考資料》、《直面WTO－中國的金融證券業及基礎原材料產業》等書。
在北京中國人民大學取得統計學學士和碩士學位，曾任中國人民大學統計系副教授。
京劇琴師汪本貞是他的父親。
文化大革命期間，他在中央樂團拉交響音樂《沙家浜》的京劇胡琴（京胡）。
交響音樂《沙家浜》是第1批8個樣板戲其中1個，由中央新聞紀錄電影製片廠拍成音樂會紀錄電影。